# Municipio de Cooper (Míchigan)
El municipio de Cooper (en inglés: Cooper Township) es un municipio ubicado en el condado de Kalamazoo en el estado estadounidense de Míchigan. En el año 2010 tenía una población de 10111 habitantes y una densidad poblacional de 106,54 personas por km².

## Geografía
El municipio de Cooper se encuentra ubicado en las coordenadas 42°22′46″N 85°35′10″O / 42.37944, -85.58611. Según la Oficina del Censo de los Estados Unidos, el municipio tiene una superficie total de 94.91 km², de la cual 94.11 km² corresponden a tierra firme y (0.84%) 0.8 km² es agua.

## Demografía
Según el censo de 2010, había 10111 personas residiendo en el municipio de Cooper. La densidad de población era de 106,54 hab./km². De los 10111 habitantes, el municipio de Cooper estaba compuesto por el 93.21% blancos, el 3.05% eran afroamericanos, el 0.39% eran amerindios, el 0.96% eran asiáticos, el 0.01% eran isleños del Pacífico, el 0.25% eran de otras razas y el 2.15% pertenecían a dos o más razas. Del total de la población el 1.55% eran hispanos o latinos de cualquier raza.